# Bush-Anwesen

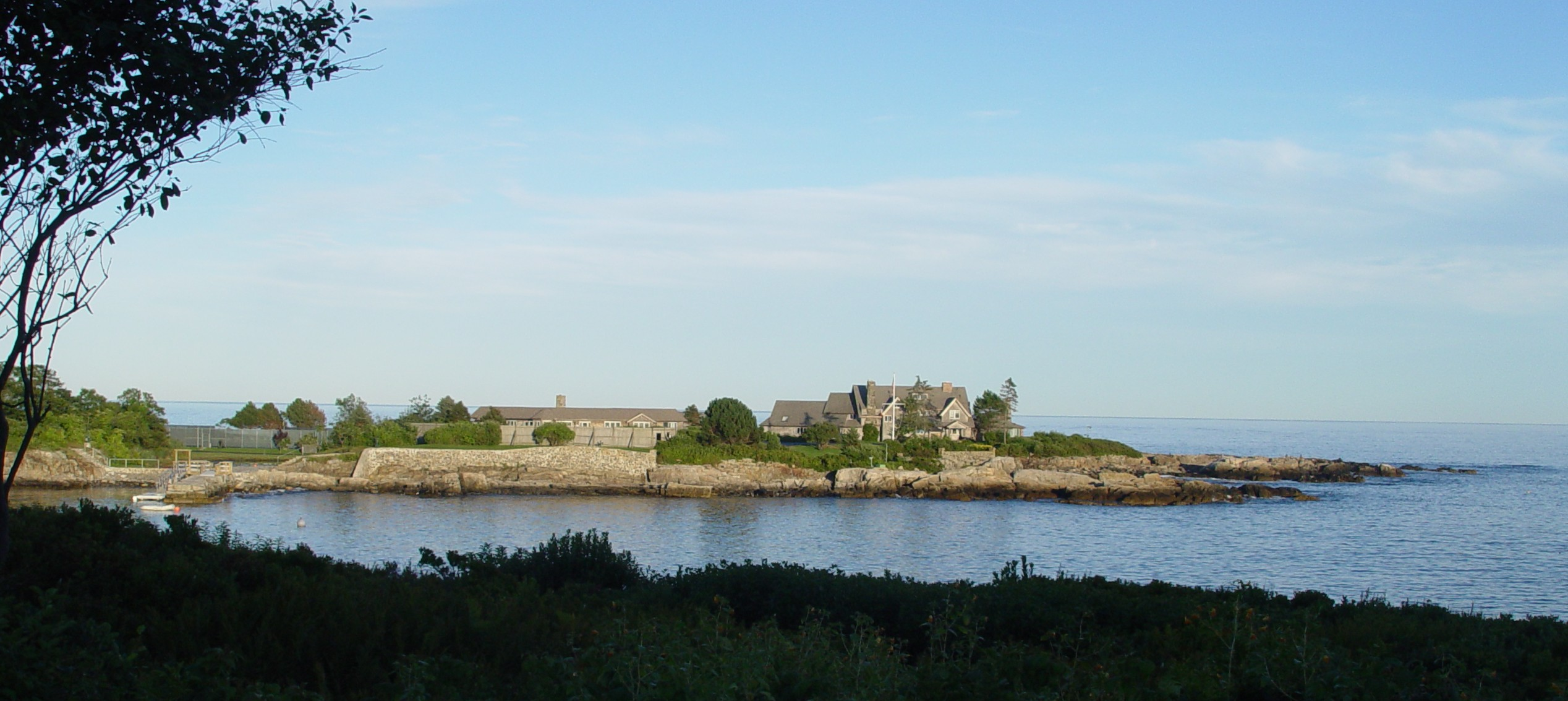
Das Bush-Anwesen am Atlantik

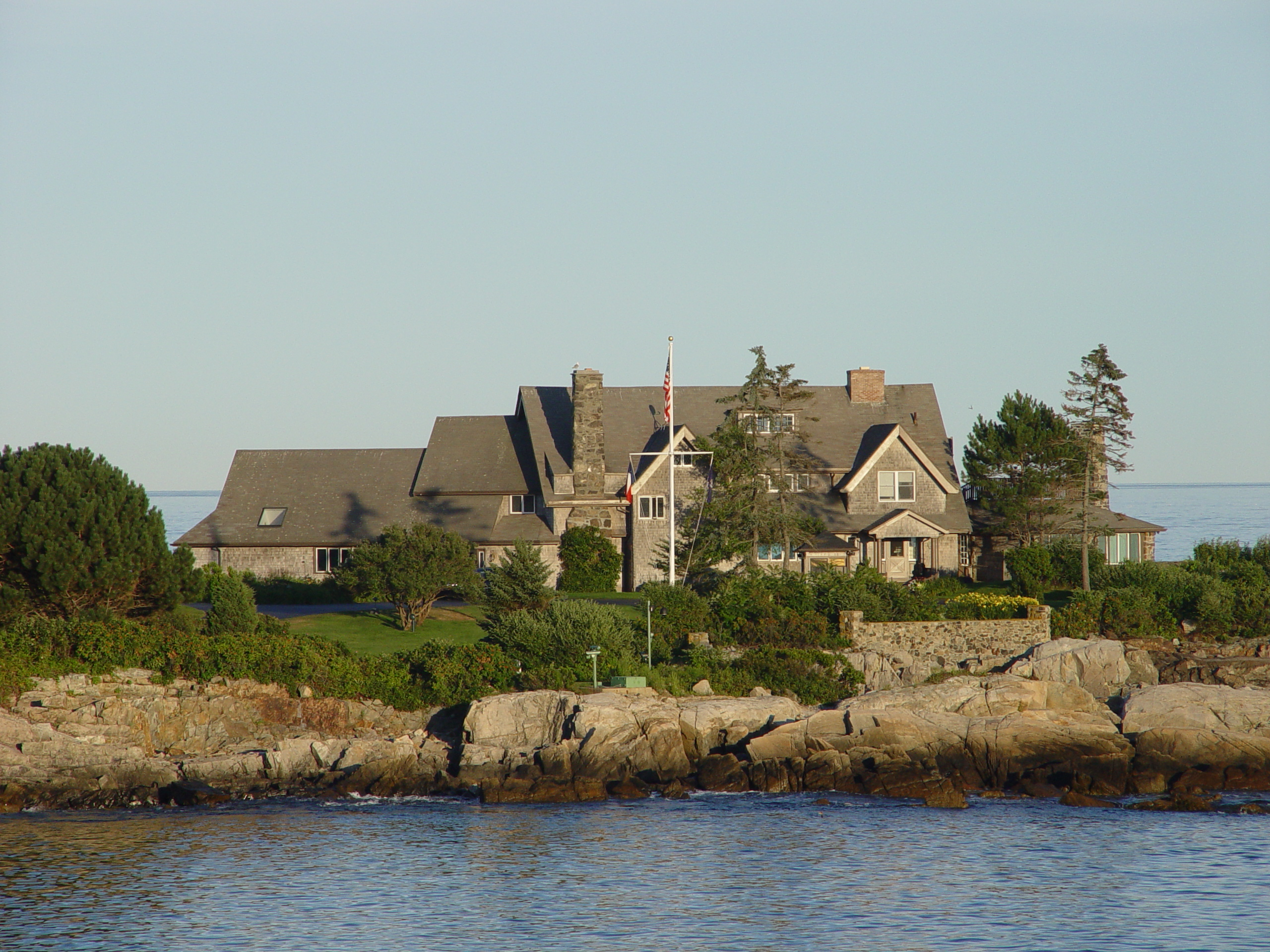
Das Haupthaus

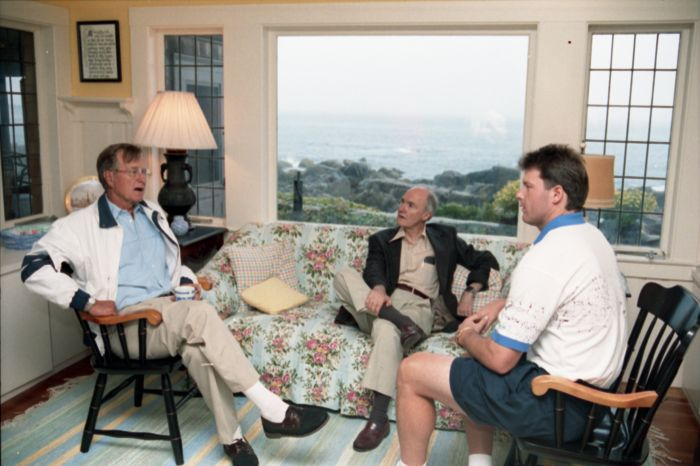
Präsident Bush (links) mit General Brent Scowcroft (Mitte) und Roger Clemens im Anwesen (1991)

Das Bush-Anwesen, ursprünglich Walker’s Point, war der Sommersitz des 41. Präsidenten der Vereinigten Staaten George H. W. Bush. Es ist direkt am Atlantischen Ozean im Süden des Bundesstaates Maine gelegen, in der Nähe der Stadt Kennebunkport. Das Grundstück ist seit über einem Jahrhundert Rückzugsort der Familie.
Das Grundstück wurde von George H. Walker, einem Bankier aus St. Louis, im späten 19. Jahrhundert gekauft; dieser baute die Villa 1903. Er verkaufte später das Anwesen an seine Tochter Dorothy Walker Bush und deren Ehemann Prescott Bush, seither gehört es der Familie Bush.
Deren Sohn, der spätere Präsident George H. W. Bush, verbrachte dort einen Großteil seiner Kindheit und erbte später das Anwesen von seinen Eltern. Bush verbrachte zusammen mit seiner Frau Barbara und den Kindern George, Jeb, Neil, Marvin, Dorothy und Robin die meisten Sommer auf dem Anwesen, auch Hochzeiten, Feiertage und Empfänge wurden dort gefeiert. Im auch „Summer White House“ genannten Gebäude empfing Bush Spitzenpolitiker wie die britische Premierministerin Margaret Thatcher oder den sowjetischen Staatschef Michail Gorbatschow bei informellen und privaten Treffen. Später verbrachten die Bushs die meiste Zeit in Tanglewood bei Houston in Texas.
Der ehemalige Präsident George W. Bush besuchte das Anwesen in Kennebunkport zusammen mit seiner Familie regelmäßig, 2007 empfing er hier Russlands Präsidenten Wladimir Putin und Frankreichs Präsidenten Nicolas Sarkozy.
Das Anwesen liegt auf einer Landzunge in den Atlantik, die Walker’s Point genannt wird. Das Haupthaus ist im „Schindelstil“' (englisch: shingle style), einer Variante des Queen Anne Styles ausgeführt. Es hat neun Schlafzimmer, vier Wohnzimmer, ein Büro, eine Bibliothek, einen Speiseraum und eine Küche. Neben dem Haupthaus gibt es eine Garage für vier Autos, einen Swimming-Pool sowie ein Boots- und Gästehaus.
Am Eingang des Geländes befindet sich ein Tor, welches vom Secret Service bewacht wird.